# Wytches
Wytches (ang. witches – wiedźmy) – trzeci album studyjny brytyjskiego zespołu muzycznego grającego rock gotycki –  Inkubus Sukkubus, wydany w 1994 roku przez wytwórnię Pagan Records. Reedycja albumu została wydana w 2002 roku przez Resurrection Records.

## Spis utworów
1. Wytches
2. Queen of the May
3. Pagan Born
4. Gypsy Lament
5. Leveller
6. Call Out My Name
7. Conquistadors
8. Burning Times
9. Song to Pan
10. Enchantment
11. Catherine
12. Church of Madness
13. The Rape of Maude Bowen
14. Dark Mother
15. Devils